# 12465 Perth Amboy
12465 Perth Amboy (1997 AD10) là một tiểu hành tinh vành đai chính.